# 드로트닝홀름 궁전

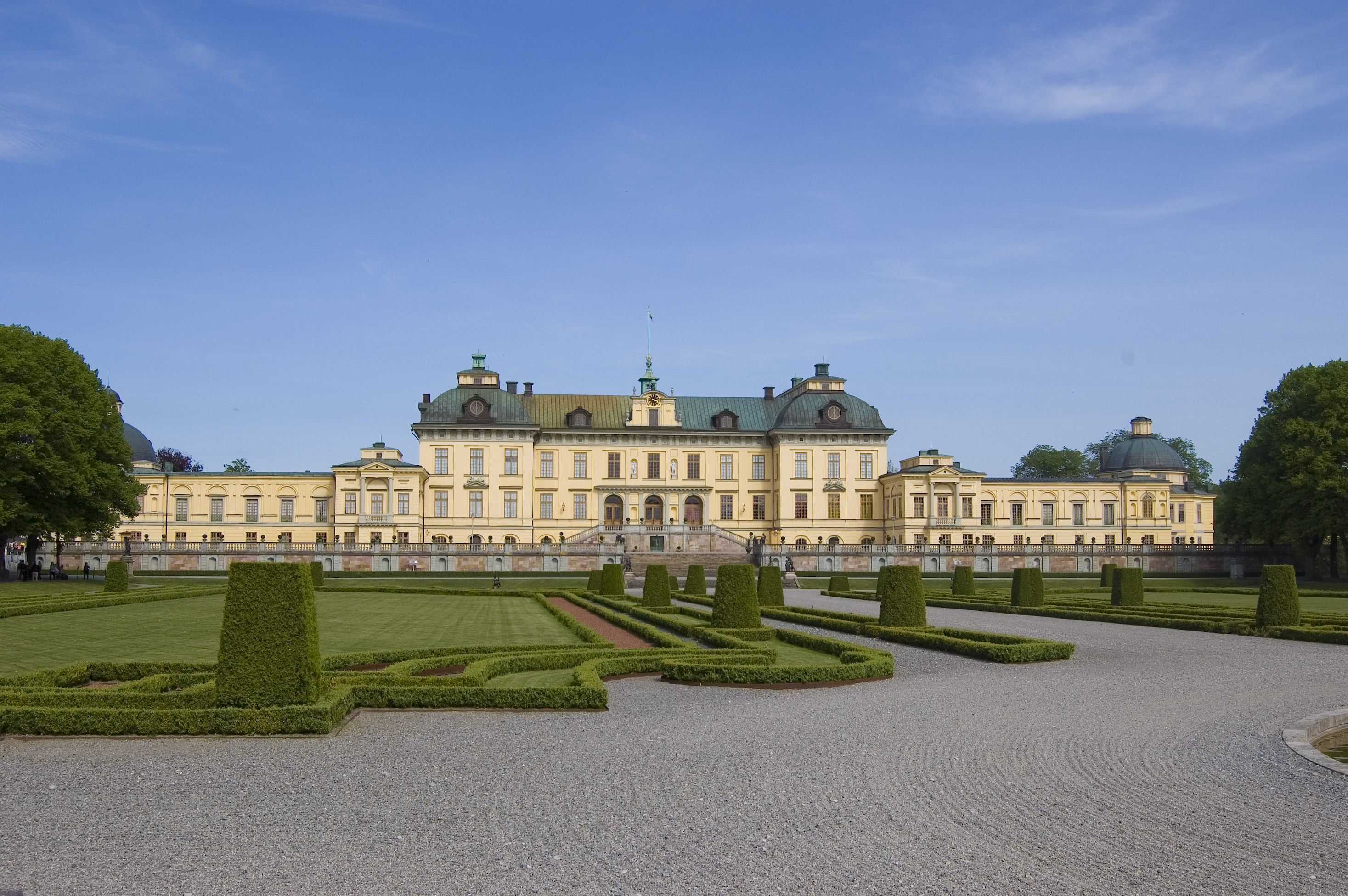
궁전의 전면

드로트닝홀름 궁전(Drottningholm Palace, 스웨덴어: Drottningholms slott)은 스웨덴의 왕궁이다. 드로트닝홀름은 스톡홀름 주변에 위치해 있다. 로본섬(스톡홀름주 에케뢰시) 주변에 지어진 스웨덴 왕궁들 중 하나이다. 16세기 말에 처음 설립되었으며 18세기 대부분을 스웨덴의 궁중의 하계 거처로 삼았다. 스웨덴 왕가의 사택이면서도 대중적인 관광 명소이기도 하다.

## 궁전
이 궁전은 지난 400년에 걸쳐 수많은 리노베이션과 변화, 추가를 거쳤다. 전기, 난방, 하수 처리, 수도관이 설치되거나 보완되었고 1907년부터 1913년 사이 성 지붕이 교체되었다.

### 궁전 교회

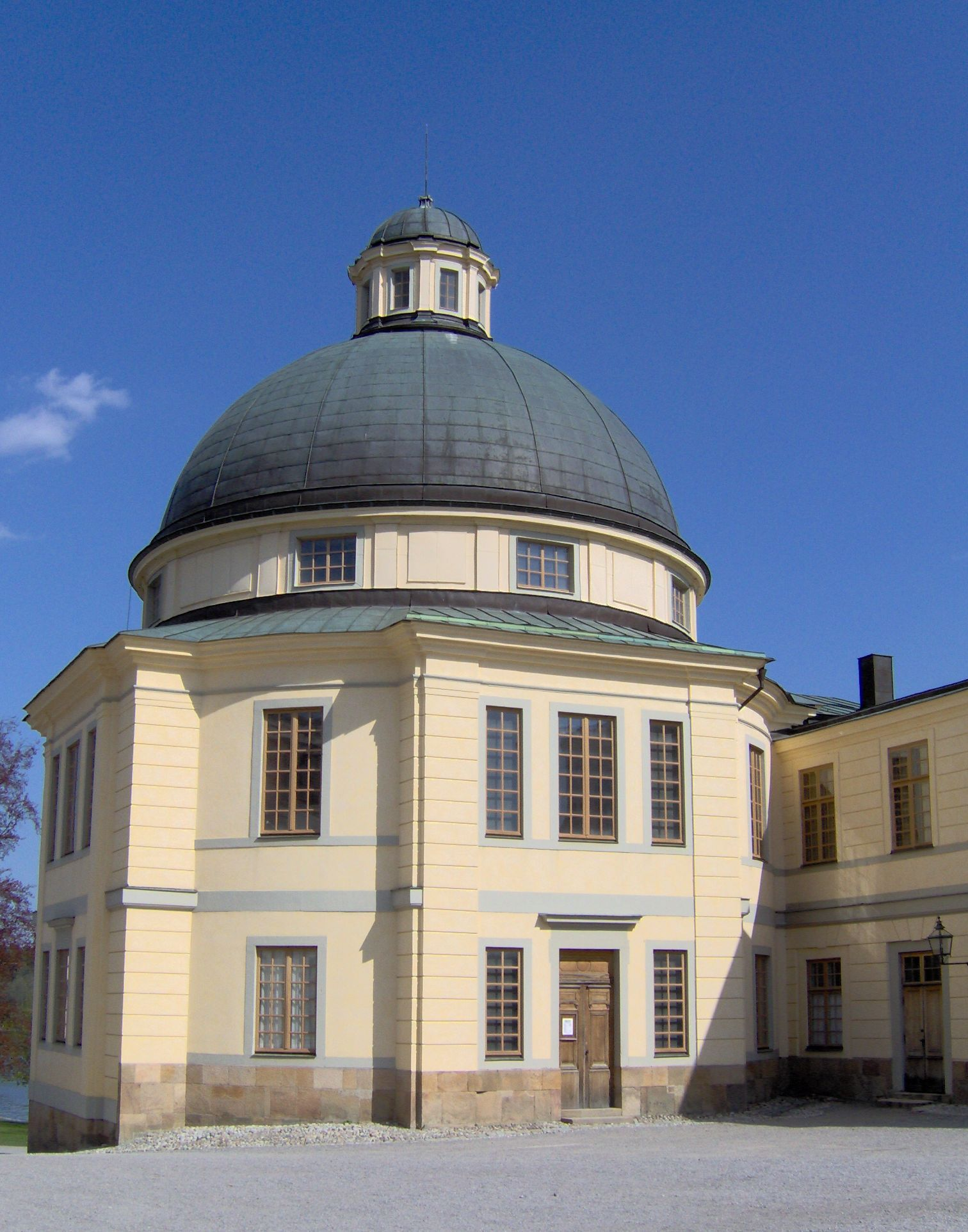
교회

이 교회는 니코데무스 테신에 의해 설계되고 착공되었다. 1746년 5월에 그의 아들에 의해 완공되었다.

### 궁전 극장

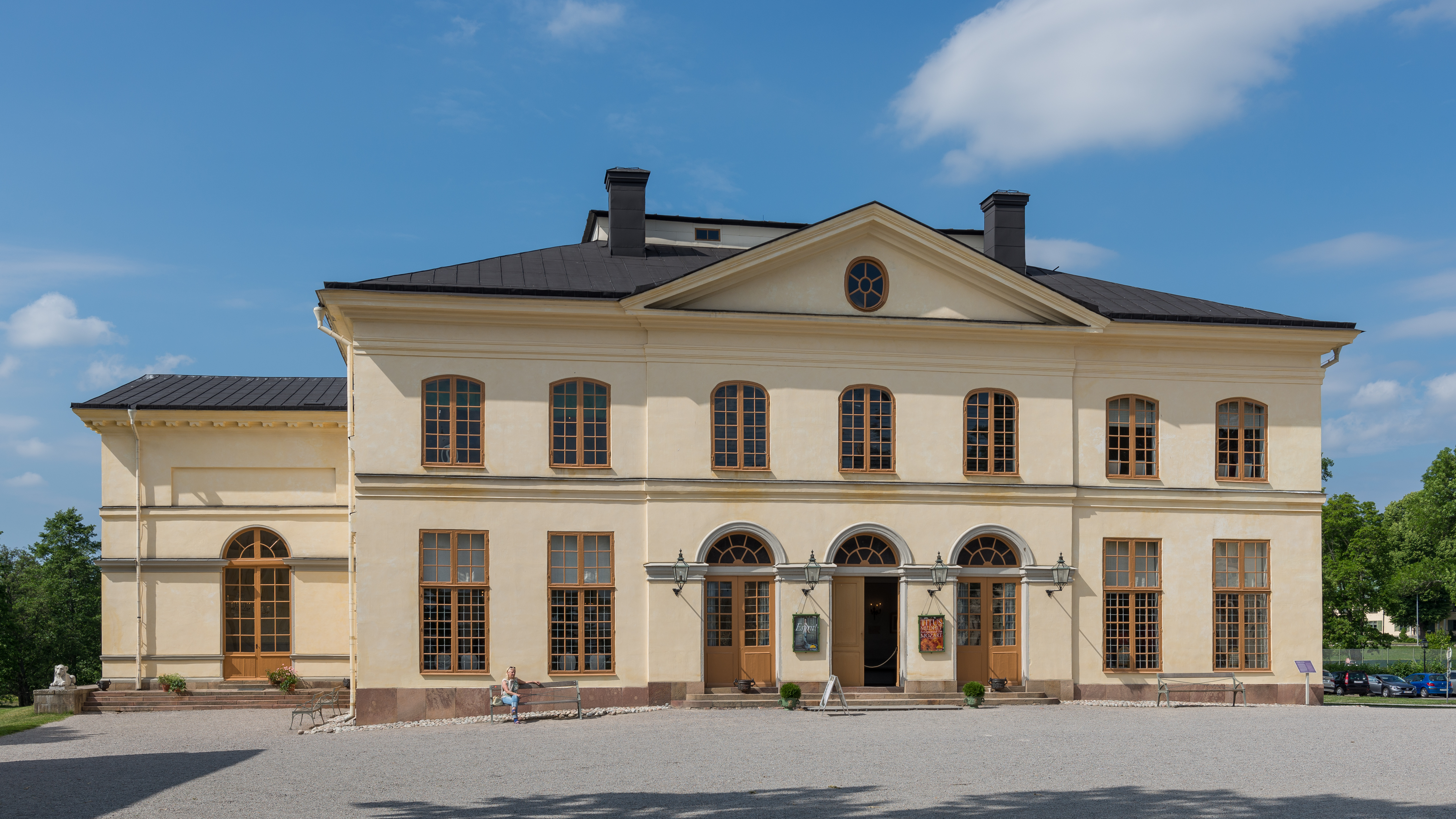
극장

드로트닝홀름 궁전 극장은 궁전에 위치한 오페라 하우스이다. 지금도 여전히 사용되고 있으며 여름 오페라 축제가 매우 유명하다.

### 중국관
드로트닝홀름 궁전 공원에 위치한 중국관은 1763년부터 1770년 사이에 지어진 신와저리 파빌리온이다.

## 정원
성과 건물을 둘러싼 정원과 공원 지역은 매년 이 궁전을 방문하는 관광객들의 주된 관광자들 가운데 하나이다. 정원은 성이 건조된 이후 설립되었으며 이로 인해 각기 다른 스타일의 공원과 정원의 모습을 보인다.
- 바로크 가든
- 잉글리시 가든

## 유네스코 세계유산
이 궁전은 주로 드로트닝홀름 극장과 중국관으로 인해 유네스코 세계유산으로 지정되었다. 1991년에 목록에 추가되었다.

## 갤러리

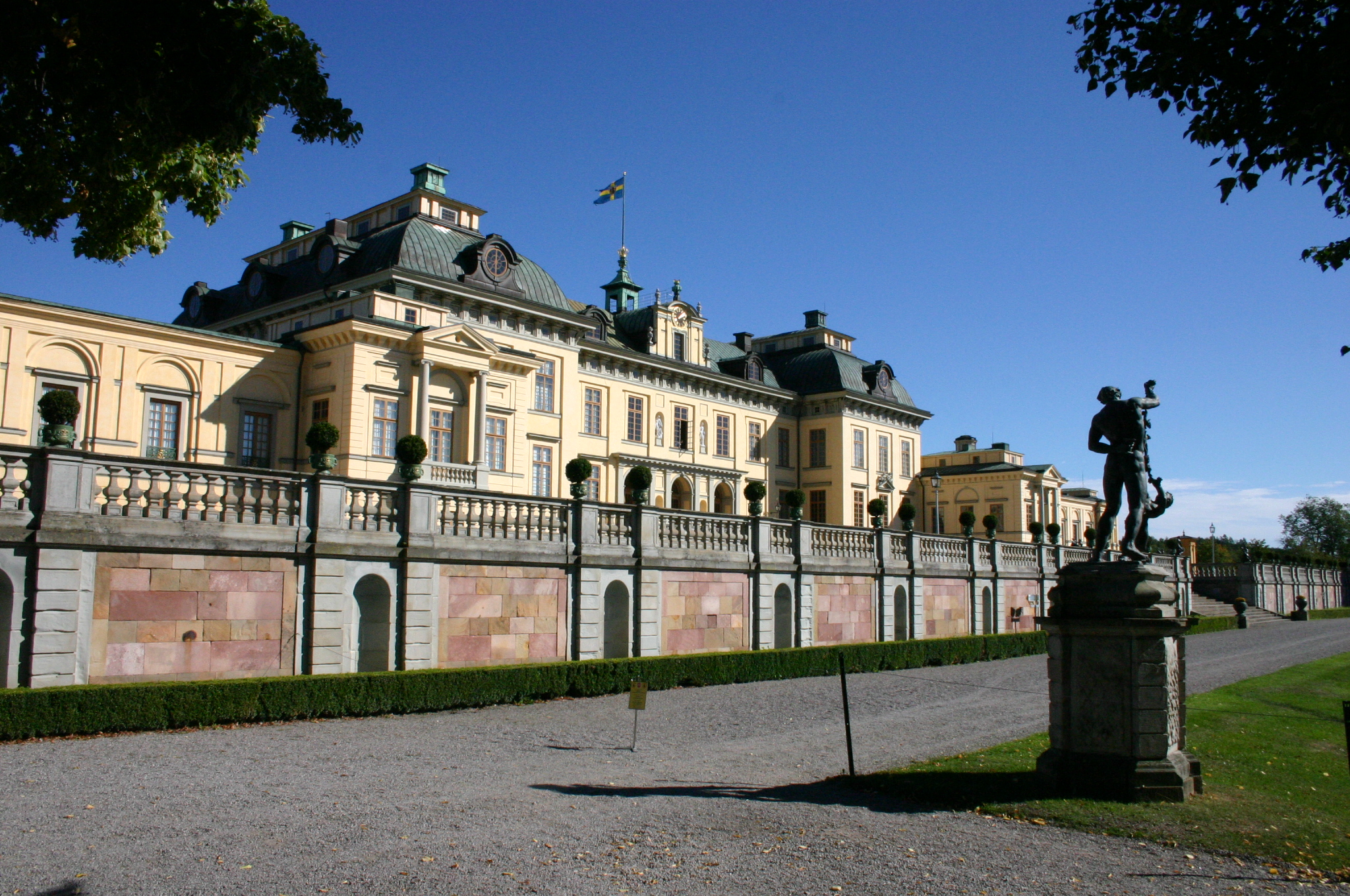
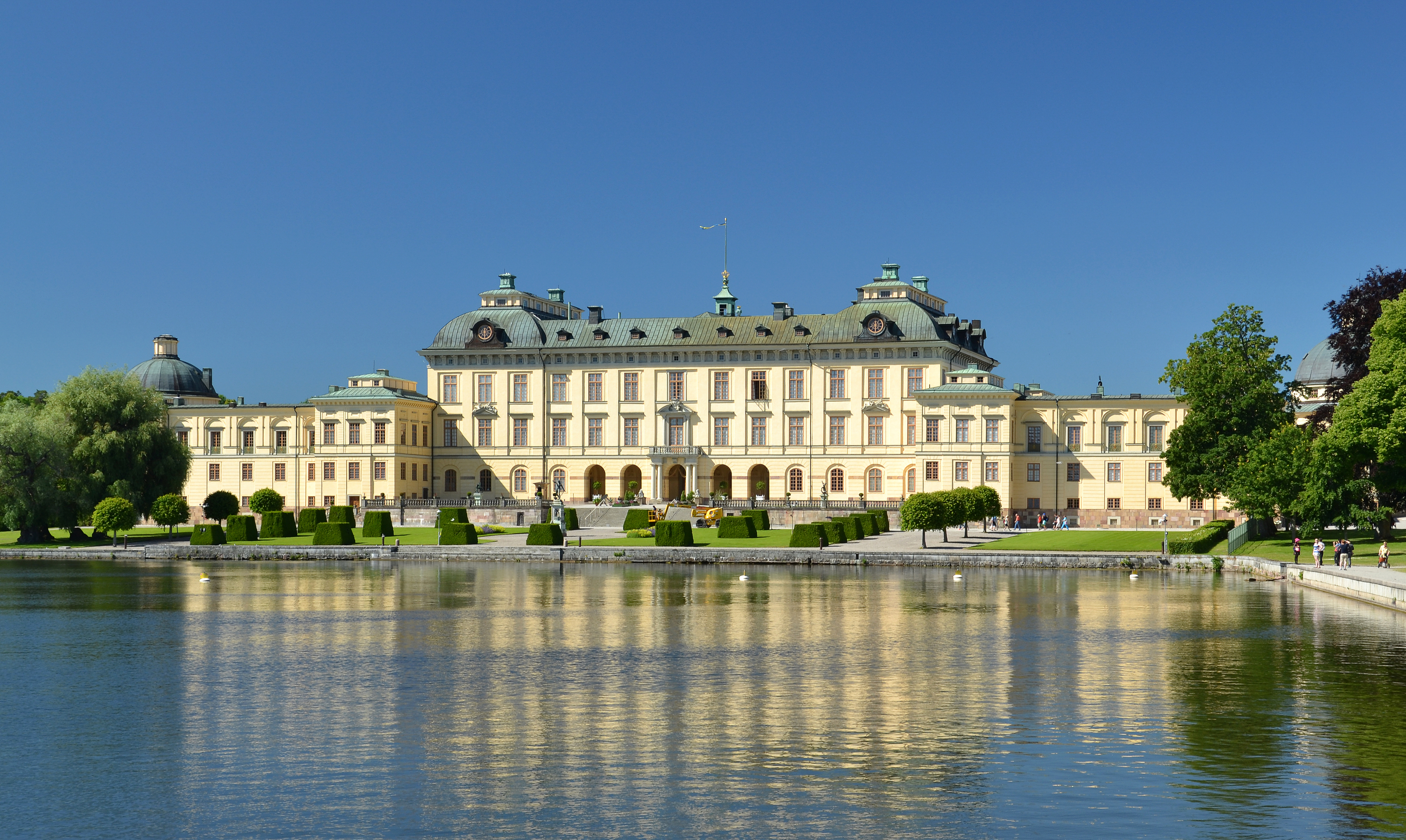
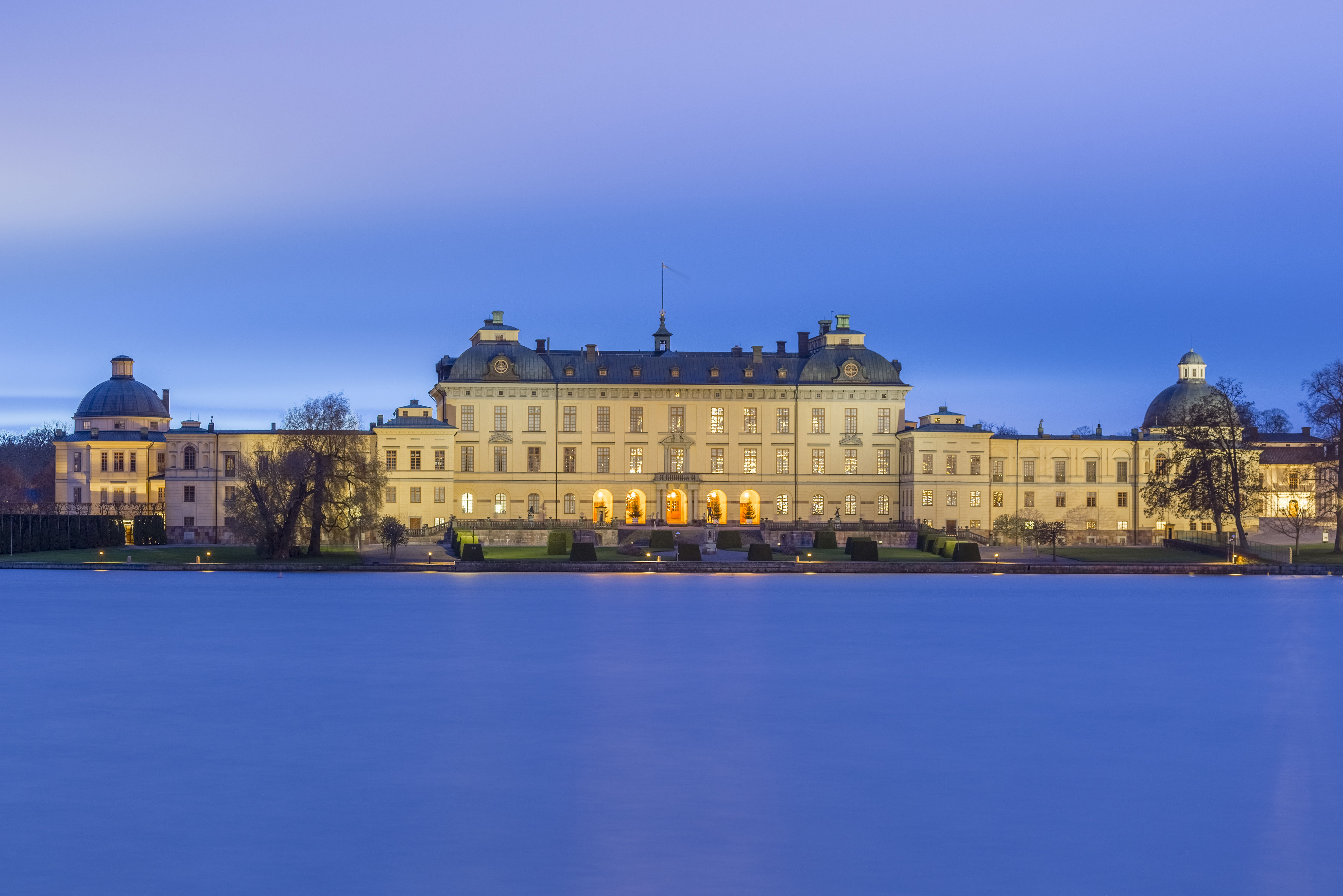
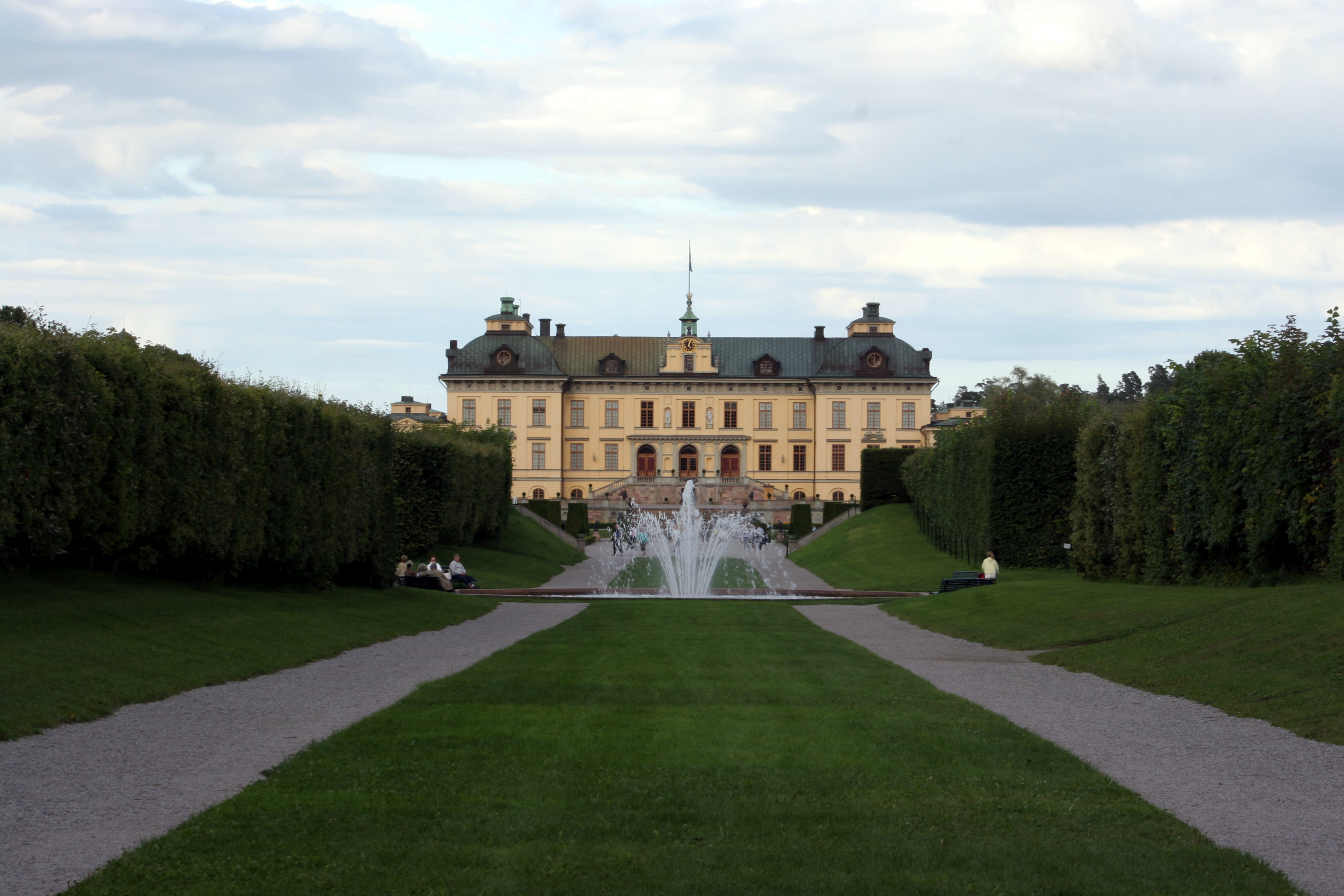
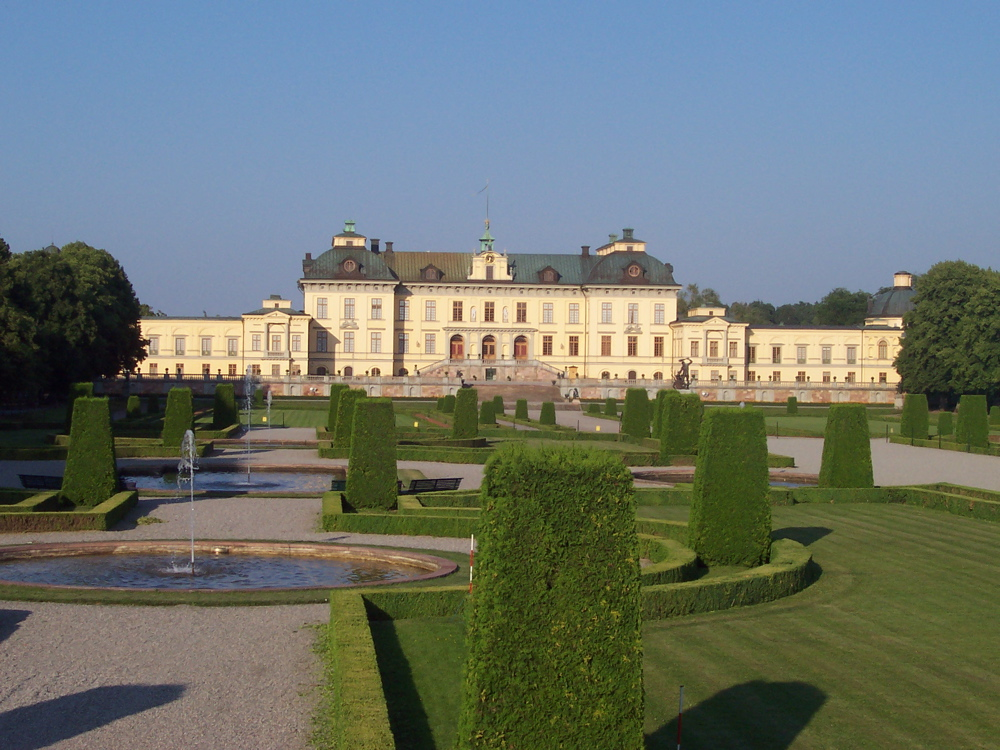
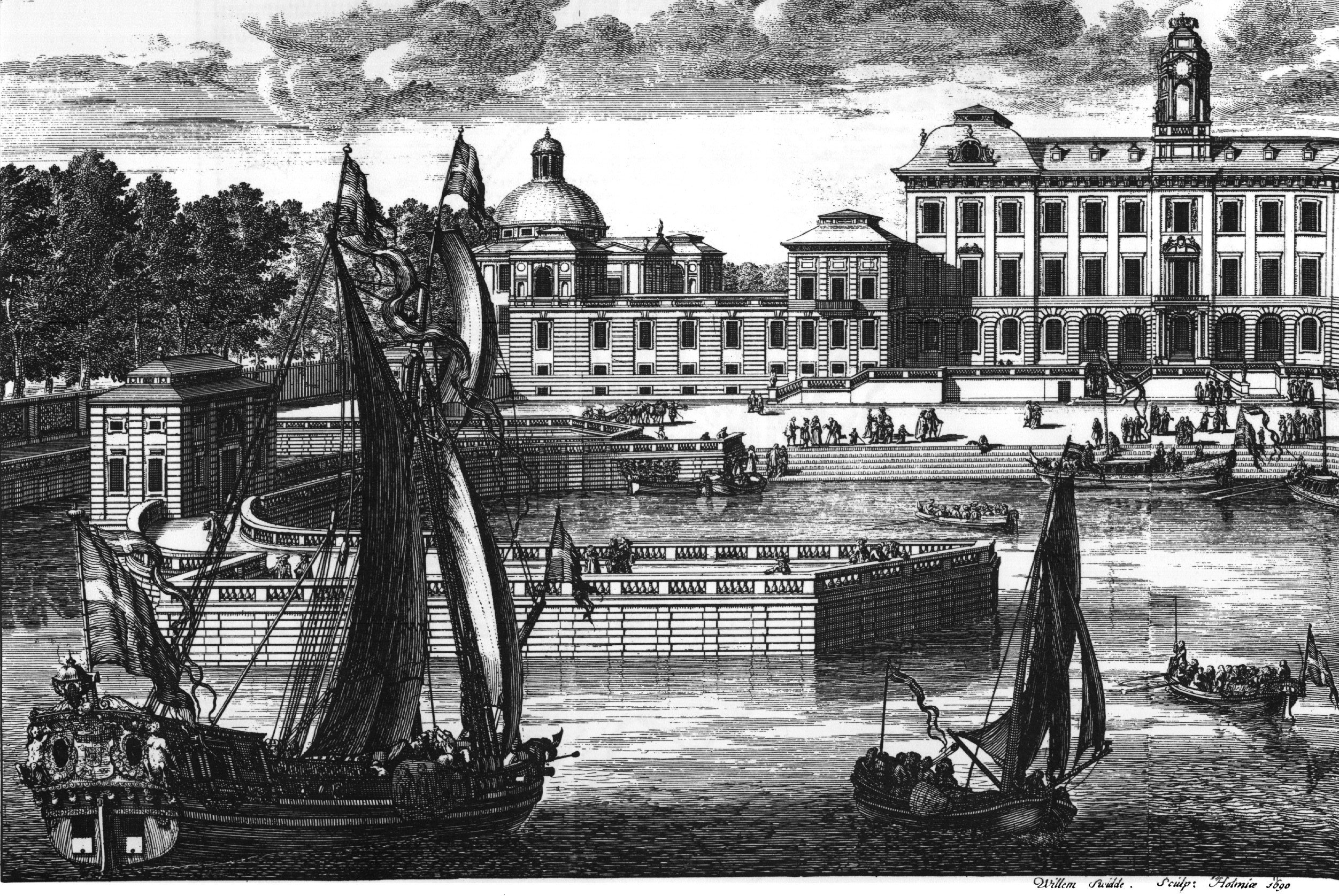
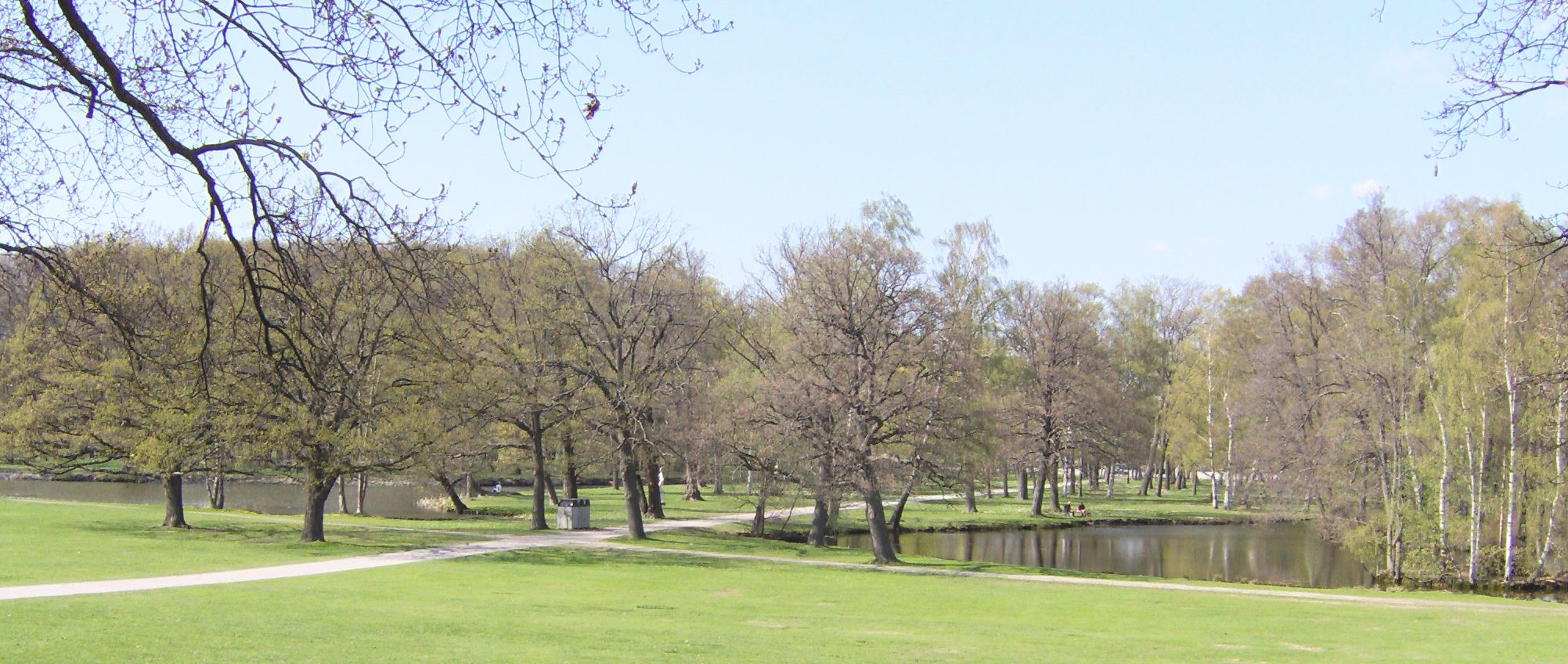
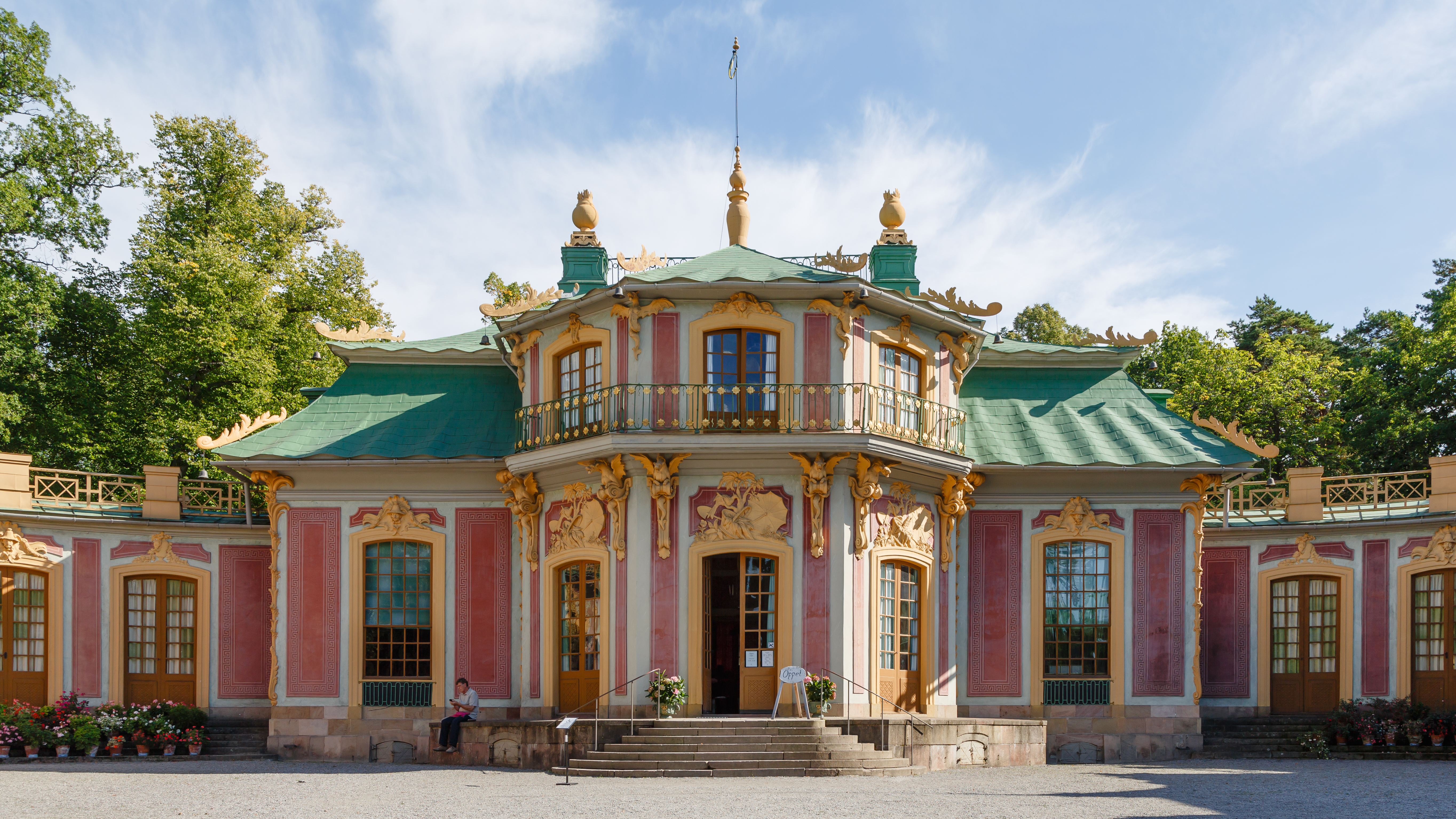
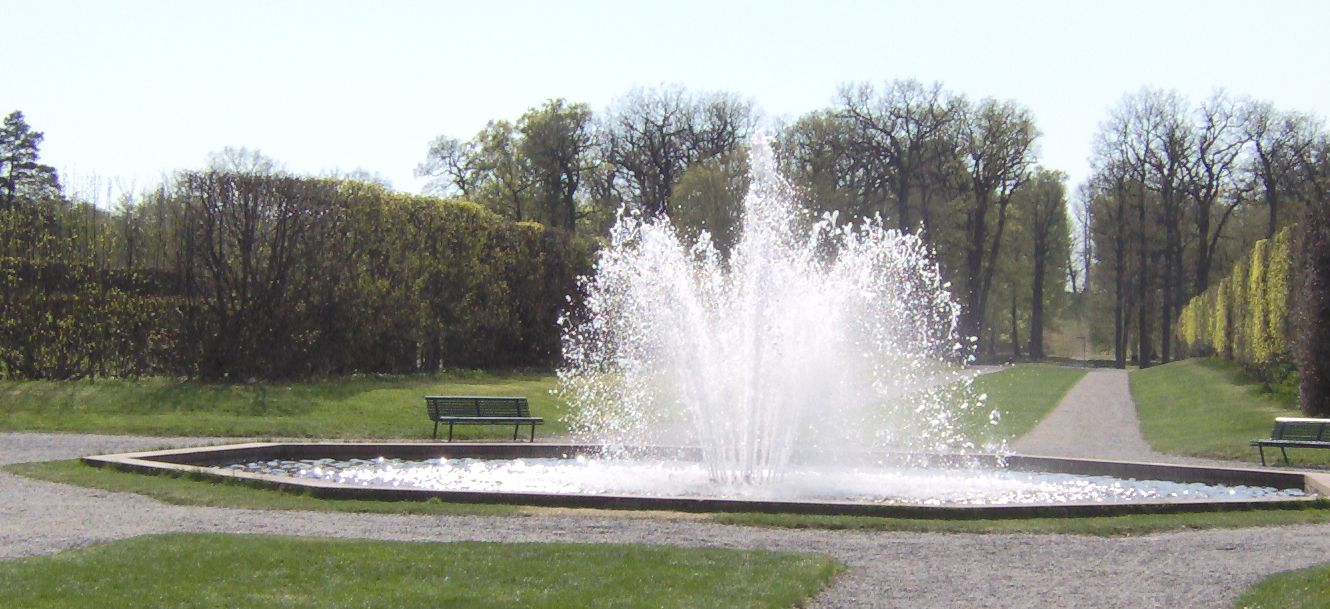
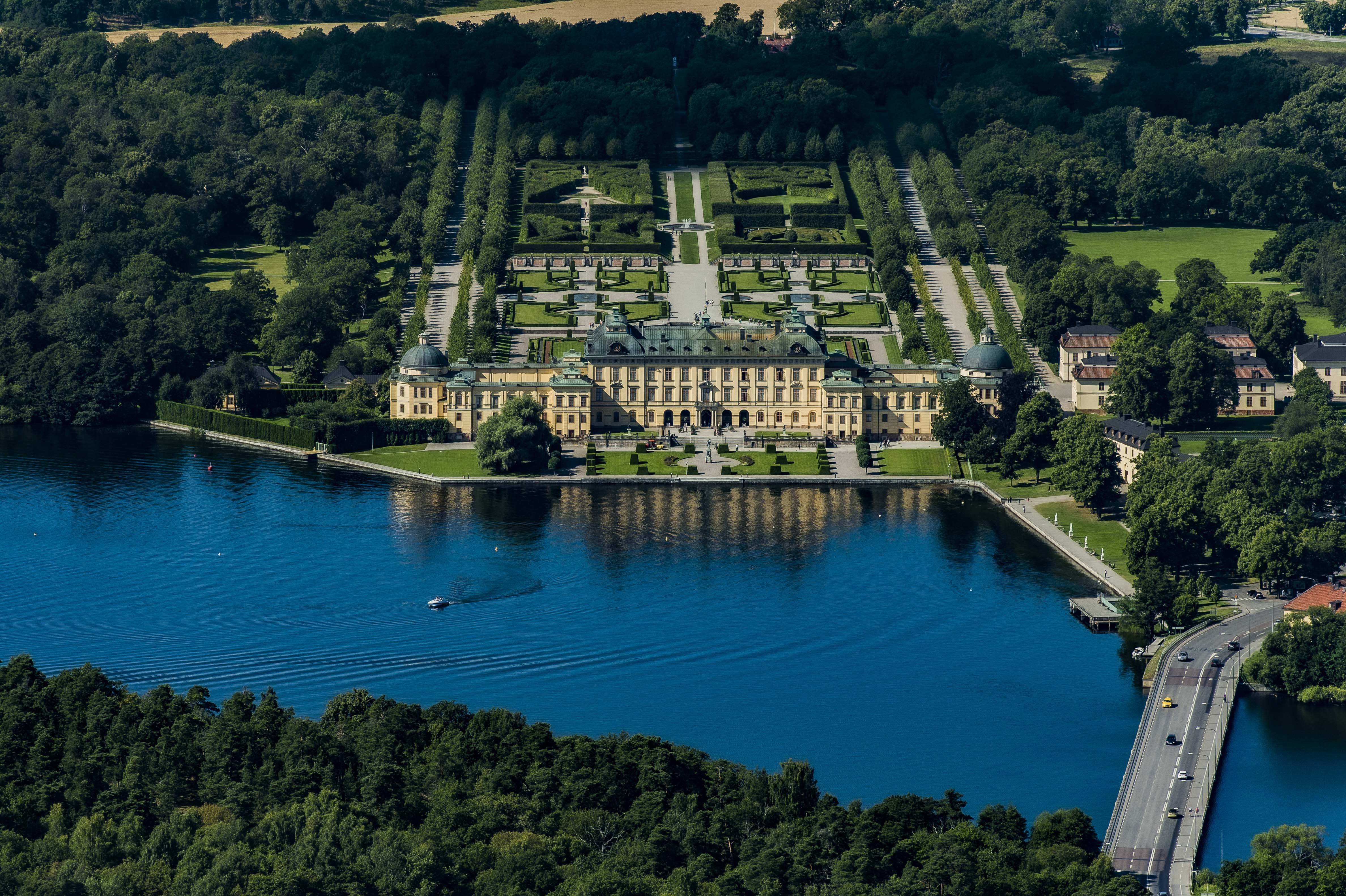